# Třída Visby
Třída Visby je třída korvet švédského námořnictva. Jsou navrženy pro plnění širokého spektra úkolů — zejména likvidaci ponorek, lodí a min. Velkou pozornost si získaly širokým uplatněním opatření na redukci signatur (stealth). Celkem bylo postaveno pět jednotek této třídy. Jejich stavba byla zahájena roku 1995, náročný vývoj se však potýkal s opakovanými zdrženími. První dvě korvety tohoto typu proto byly do služby přijaty roku 2009. Třída Visby patří s rychlostí 35 uzlů mezi nejrychlejší korvety světa. Zároveň jsou řazeny mezi nejlepší současné korvety.

## Stavba

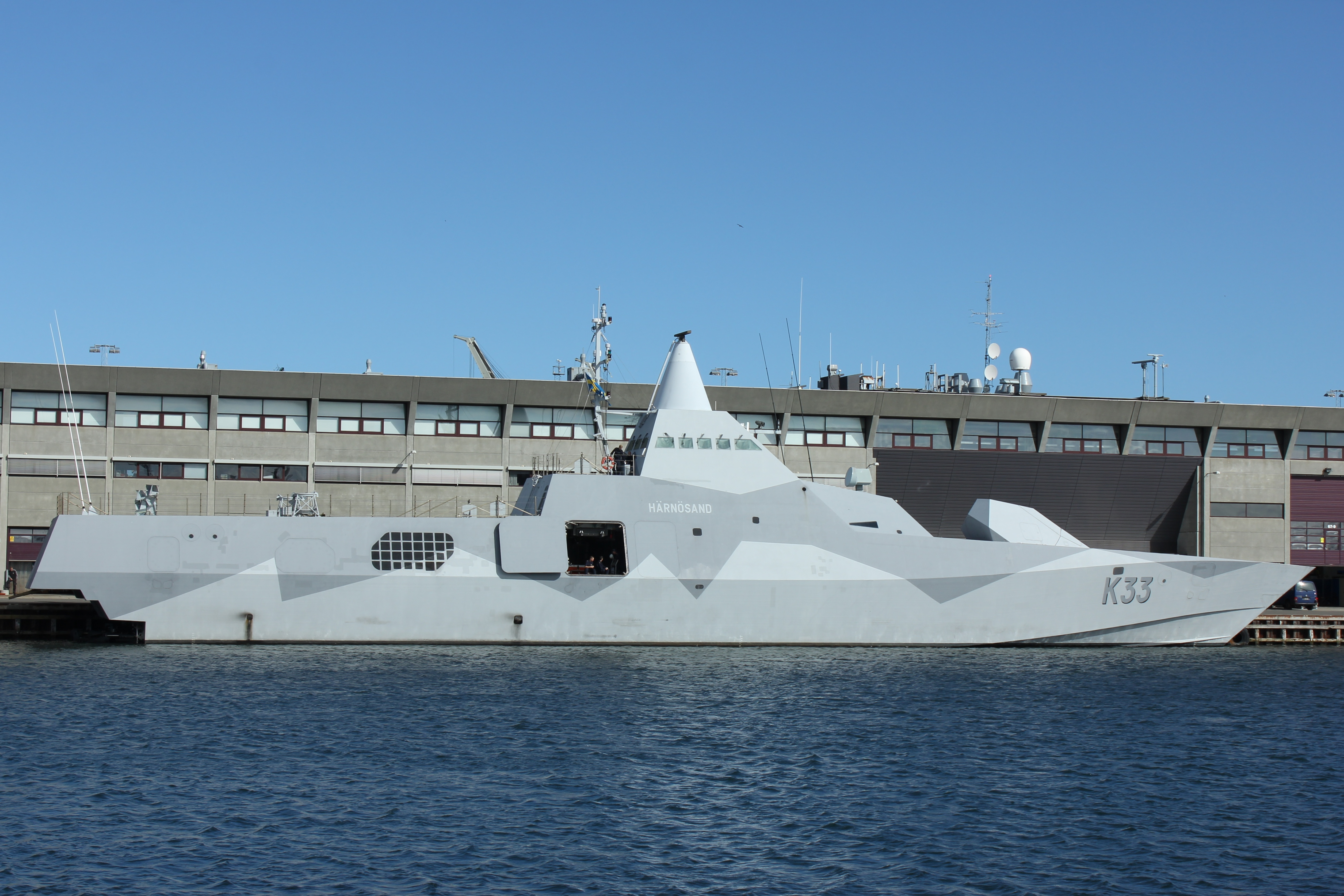
Härnösand (K33)

Vývoj korvet třídy Visby byl reakcí na pronikání cizích ponorek do švédských teritoriálních vod na sklonku studené války v 80. letech (Švédsko bylo neutrálním státem), od roku 2024 je členem NATO. Stavba všech plavidel proběhla ve švédské loděnici Karlskronavarvet (součást loděnice Kockums) v Karlskroně. Stavba prototypové jednotky Visby začala roku 1995 a v červnu 2000 byla loď spuštěna na vodu.
Stavba plavidel byla velmi náročná, takže došlo k výraznému zdržení a prodražení stavebního programu. Jako první byly do služby přijaty 16. prosince 2009 korvety Helsingborg a Härnösand. Opce na plánovanou šestou jednotku Uddevalla (K36) nebyla pro nedostatek financí uplatněna. Původně mělo být pět korvet optimalizováno pro ničení min a ponorek, přičemž korveta Karlstad měla být specializována pro ničení hladinových lodí. Po škrtech a omezení počtu objednaných plavidel na pět bylo rozhodnuto, že všechny korvety ponesou vybavení pro plnění všech těchto rolí.
Jednotky třídy Visby:
| Jméno             | Zahájení stavby | Spuštěna          | Dodání            | Status   |
| ----------------- | --------------- | ----------------- | ----------------- | -------- |
| Visby (K31)       | 1996            | 8. června 2000    | 17. prosince 2012 | Aktivní. |
| Helsingborg (K32) | 1997            | 27. června 2003   | 16. prosince 2009 | Aktivní. |
| Härnösand (K33)   | 1997            | 16. prosince 2004 | 16. prosinec 2009 | Aktivní. |
| Nyköping (K34)    | 1998            | 18. srpna 2005    | 17. prosince 2012 | Aktivní. |
| Karlstad (K35)    | 1999            | 24. srpna 2006    | 2008              | Aktivní. |

## Konstrukce

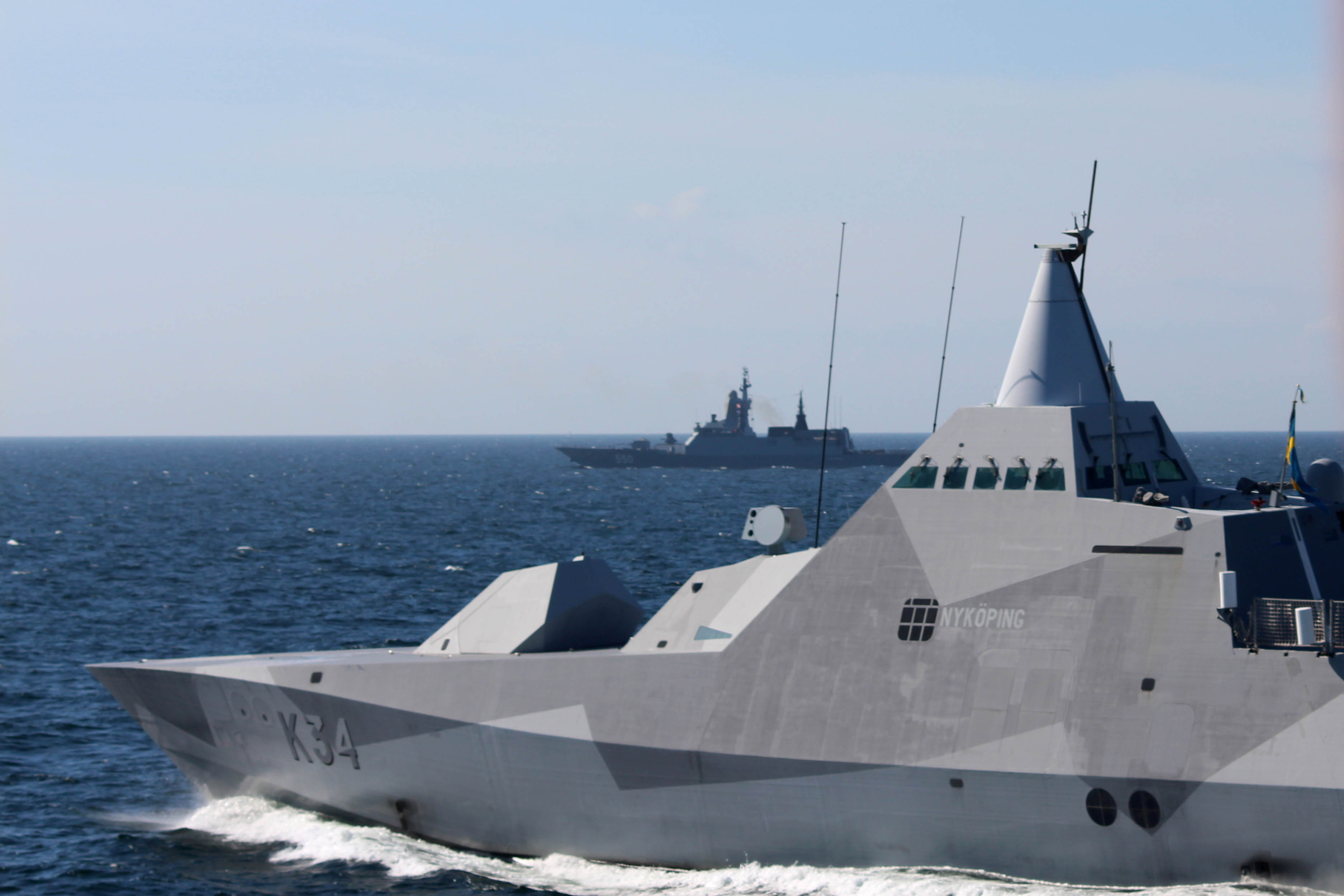
Nyköping (K34)

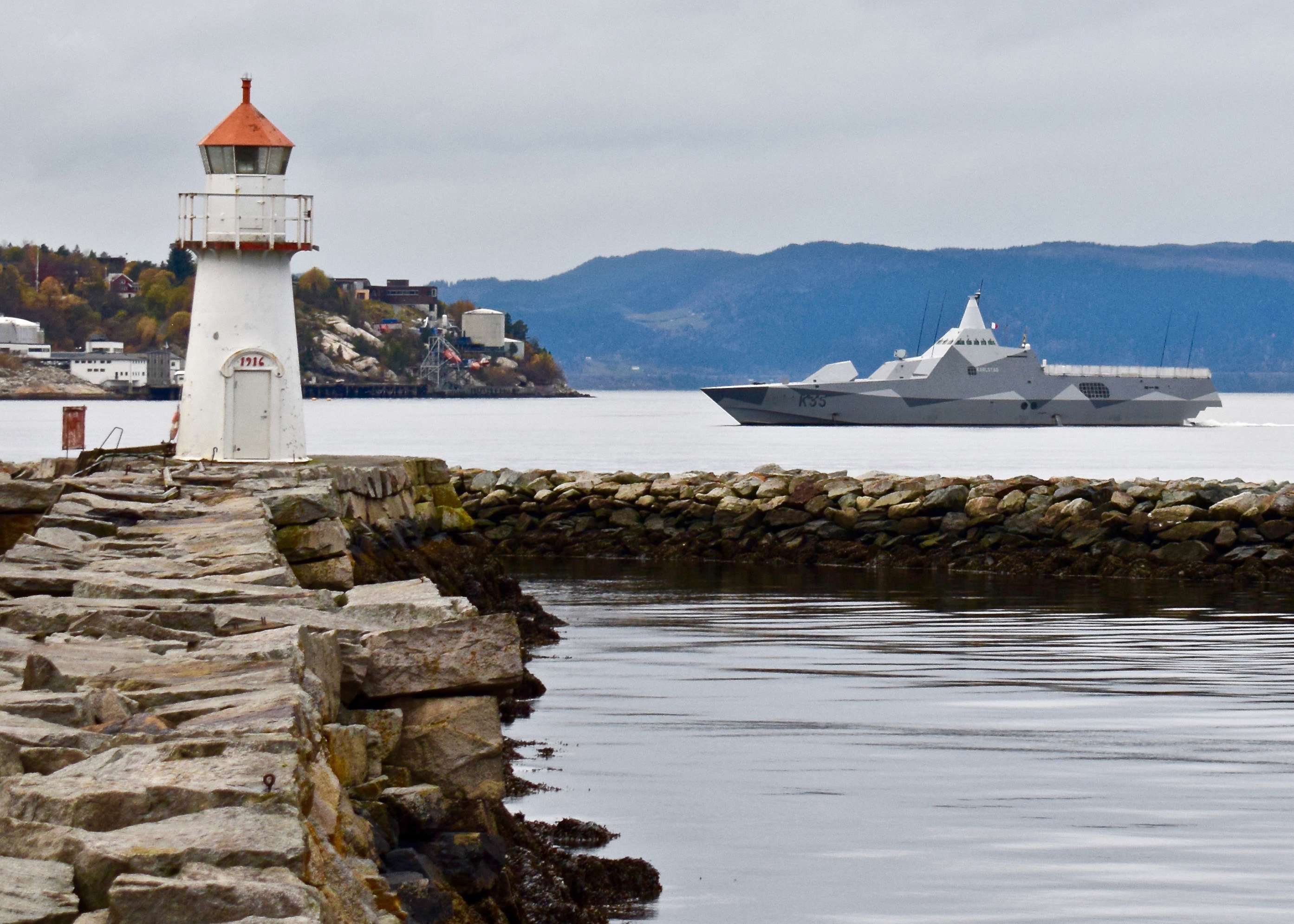
Karlstad (K35)

U třídy Visby byl kladen velký důraz na vlastnosti stealth, tedy jejich obtížnou zjistitelnost radary a dalšími senzory. V jejich konstrukci jsou významně zastoupeny lamináty a kompozitní materiály, díky čemuž mají poloviční výtlak oproti jiným korvetám srovnatelné velikosti. Pro testování zvolených řešení byla využita experimentální loď Smyge. Korvety nesou bojový řídící systém Saab 9LV Mk.3E, 3D přehledový radar Saab Sea GIRAFFE AMB (koncepce PESA), systém řízení palby Saab CEROS 200, průzkumný systém Condor CS-3701, dále trupový sonar C-Tech C-Tech CHMS-90 a sonar s měnitelnou hloubkou ponoru C-Tech CVDS-26. Data ze sonarů jsou integrována v systému Hydra od společnosti General Dynamics Canada. Vybaveny jsou rovněž vrhači klamných cílů Rheinmetall MASS.
Všechny zbraně jsou v klidovém stavu ukryty v trupu lodi. Ve speciálně tvarované dělové věži na přídi je umístěn 57mm kanón Bofors L/70 SAK Mk3 s dostřelem 17 km. Dále nesou osm podzvukových protilodních střel RBS-15 Mk.2 a čtyři pevné 400mm torpédomety Saab, ze kterých jsou odpalována protiponorková torpéda Tp 45. Dále mohou být neseny námořní miny a hlubinné pumy. Korvety nenesou protiletadlové řízené střely, ale lze je instalovat dodatečně (vybrán byl jihoafrický typ Umkhonto, ale nakonec nebyl dodán). Pro vyhledávání min slouží dálkově ovládané podmořské drony Double Eagle Mk.III a pro jejich likvidaci drony Atlas Elektronik Seafox. Na zádi jsou vybaveny přistávací plochou pro jeden vrtulník (obvykle AgustaWestland AW109). Vrtulník může na palubě dotankovat, chybí však hangár pro jeho uskladnění.
Pohonný systém koncepce CODOG tvoří čtyři plynové turbíny Vericor TF50A, každý o výkonu 5365 hp, a dva diesely MTU 16V 2000 N90, každý o výkonu 1775 hp, které před převodovky pohánějí dvě vodní trysky KaMeWa. Elektrickou energii dodávají tři generátory Hitzinger MGS 5D04T o celkovém výkonu 1085 hp, poháněné diesely Isotta Fraschini V1308. Při použití turbín korvety dosahují nejvyšší rychlosti až 35 uzlů, zatímco jejich ekonomická rychlost je 15 uzlů. Dosah je 2300 nám. mil při 15 uzlech.

## Modernizace

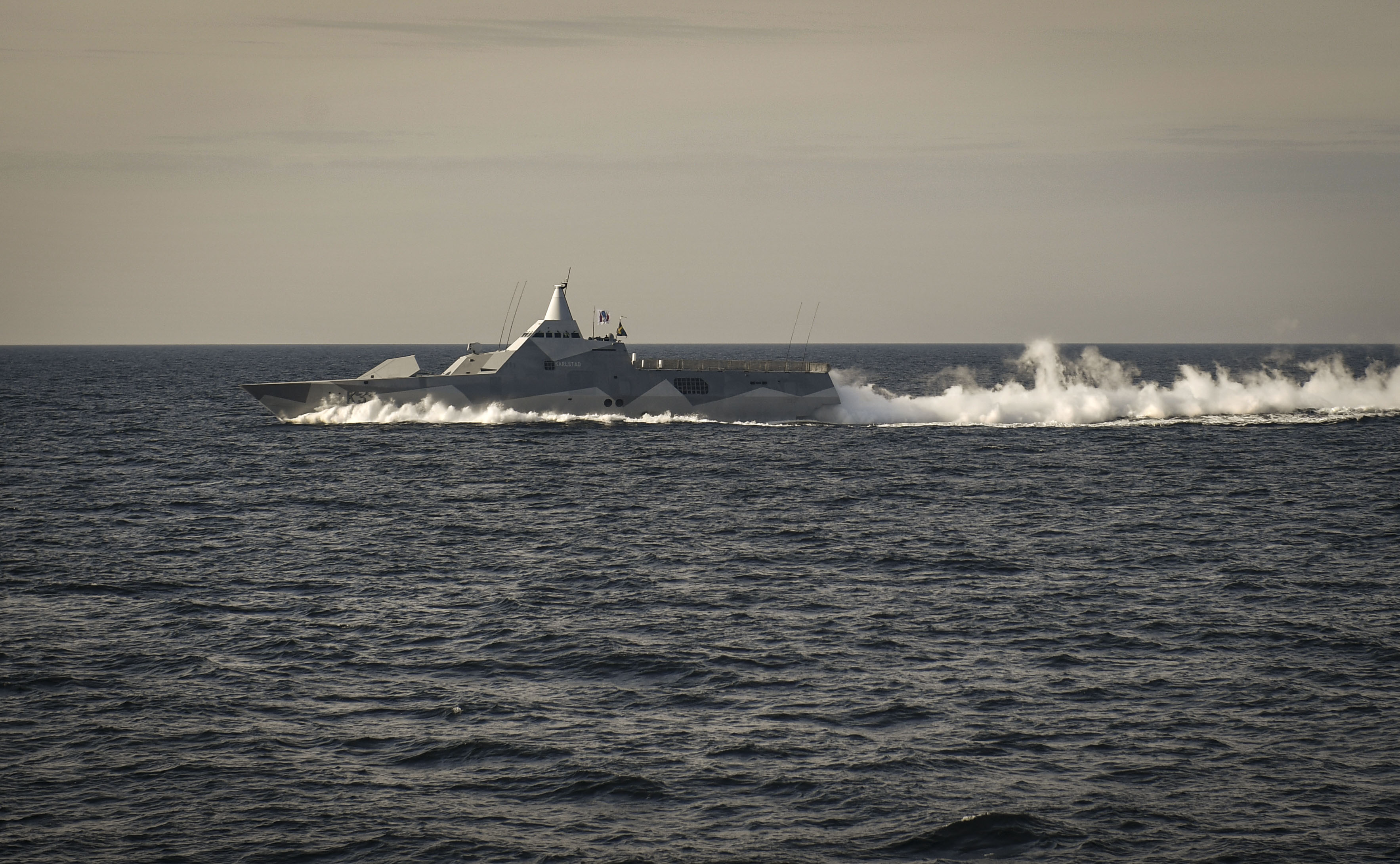
Karlstad (K35) v Baltském moři

Od roku 2021 je připravována střednědobá modernizace celé třídy, která umožní její provoz za rok 2040. Mimo jiné mají být instalovány chybějící protiletadlové řízené střely, přičemž protilodní střely a torpéda budou modernizovány. Pro korvety byl vybrán protiletadlový systém MBDA Sea Ceptor, ze kterého jsou vypouštěny řízené střely MBDA CAMM. Střely CAMM Švédsko objednalo v listopadu 2023 a první modernizovaná korveta bude námořnictvu předána na konci roku 2026.
Střely CAMM mají startovat z modulárních vertikálních sil Extensible Launching System (ExLS), vyvinutých ve spolupráci společností Lockheed Martin a MDBA. Silo ExLS má tři buňky. Korveta má nést tři systémy ExLS, z nichž každý obsahuje tři buňky, tedy celkem devět buněk. Do jedné se vkládají čtyři střely CAMM, takže korveta bude moci nést až 36 střel CAMM. Díky modularitě systému lze sila ExLS využít i pro jiné typy střel, nebo klamné cíle Nulka.